# A Little Hero
A Little Hero és un curtmetratge mut de la Keystone dirigit per Mack Sennett i protagonitzat per Mabel Normand i un conjunt de gossos i gat. Es va estrenar el 8 de maig de 1913. Al contrari del que afirmen algunes fonts secundàries, ni Harold Lloyd ni George Nichols apareixen en aquesta pel·lícula.

## Argument
Mabel té un gos, un gat i un canari. Un dia que ha de marxar deixa el gos fora per tal que no es baralli amb el gat. El gat aprofita per intentar caçar el canari però el gos sent la fressa i intenta impedir-ho. Veient que ell sol no pot amb el gat surt corrents a buscar els seus amics, tres gossos collies que corrent l'acompanyen fins a la casa i salven el canari entrant per una finestra. Quan Mabel torna i veu la gàbia capgirada s'adona del que ha passat i abraça el seu gos.

## Repartiment
- Mabel Normand (Mabel)
- el gos Teddy
- el gat Pepper